# پالم اسپرینگ نورث (فلوریدا)
پالم اسپرینگ نورث (به انگلیسی: Palm Springs North) یک منطقهٔ مسکونی در ایالات متحده آمریکا است که در شهرستان میامی-دید، فلوریدا واقع شده‌است. پالم اسپرینگ نورث ۲٫۱ کیلومتر مربع مساحت و ۵٬۴۶۰ نفر جمعیت دارد و ۱ متر بالاتر از سطح دریا قرار دارد.